# Threneta pellophanes
Threneta pellophanes är en fjärilsart som beskrevs av Turner 1947. Threneta pellophanes ingår i släktet Threneta och familjen mätare. Inga underarter finns listade i Catalogue of Life.